# ID-Kits Wie wordt wrapper?
ID-Kits Wie wordt wrapper? is een televisieprogramma uit het voorjaar van 2011 op de Vlaamse zender Ketnet, de jeugdzender van de openbare omroep VRT. Het was een eenmalig programma van eind maart tot eind april 2011, waarin men op zoek ging naar een nieuwe zogenaamde "wrapper" of presentator voor de zender, als opvolger van Kobe Van Herwegen. In het programma presenteerden de vijf kandidaten zich in gedurende één maand dagelijks, een voor en een na Karrewiet vertoonde, filmpjes. De eerste rotatie was voor elk een humoristische voorstelling van zichzelf. Ze melden dus niet enkel hun studie of beroep, hobby's en interesses maar proberen dat in een vermakelijk verhaaltje te brengen en sympathie te wekken bij de kijkers. Later focuste elk op de individuele 'missie' en het evenement dat betrokkene daarrond voor de kijkertjes inricht. De laatste week bracht elke nog een filmpje rond eigen ervaringen als kandidaat. In de slotshow op paaszaterdag 23 april werd door de kijkers de vierentwintigjarige Charlotte Leysen als nieuwe wrapper (presentator op het VRT-jeugdkanaal) live gekozen en wordt aangeworven als nieuwe collega van Niels Destadsbader, Peter Pype, Melvin Klooster, Veronique Leysen en Kristien Maes.
Na het afscheid van Kristien Maes en Peter Pype was er een soortgelijke procedure, maar zonder de specifieke ID Kits-formule, geïntegreerd in Ketnet King Size en de dagelijkse wraps. De verliezende finalist Sander Gillis en acteur Leonard Muylle werden kort nadien als 'Sinterklaasgeschenken' aan de ploeg toegevoegd.

## Kandidaten
- Bjorn Anthierens (20) - missie: fietsen 'meer Ketnet maken'
- Korneel De Clerq (21) - missie: een wat niet mag-dag
- Charlotte Leysen (24)
- Sarah Van Overwaelle (23)
- Barbara Verbergt (17)